# Arturo Fernández Meyzán
Pour les articles homonymes, voir Arturo Fernández.
Arturo Fernández Meyzán (San Vicente de Cañete, 3 février 1906 – Lima, 27 novembre 1999) est un joueur et entraîneur péruvien de football.
Jouant au poste de défenseur, il est le frère aîné de Teodoro Fernández – grande gloire du football péruvien – et Eduardo Fernández.

## Biographie

### Carrière de joueur

#### En club
Arturo Fernández Meyzán, natif de San Vicente de Cañete, est l'aîné des huit enfants du couple formé par Tomás Fernández Cisneros et Raymunda Meyzán.
Jouant au poste de défenseur, il commence sa carrière en 1926 au Ciclista Lima, où il reste jusqu'en 1930, avant de rejoindre le club de la Federación Universitaria – appelé Universitario de Deportes par la suite – où il évolue durant toute la décennie 1930-1940. Il y a l'occasion de remporter deux championnats du Pérou en 1934 et 1939. En 1941, il prend sa retraite de footballeur, après une dernière pige au Colo-Colo du Chili.

#### En équipe nationale
Sélectionné par l'entraîneur catalan Francisco Bru, ancienne gloire du Barça, pour disputer la Coupe du monde 1930 en Uruguay, il reste sur le banc durant toute la compétition.
Il fait ses débuts avec l'équipe du Pérou cinq ans plus tard, à l'occasion du championnat sud-américain de 1935, et participe aux deux éditions suivantes en 1937 et 1939, dernière compétition qu'il remporte avec sa sélection. Il fait aussi partie de la délégation participant aux Jeux olympiques de 1936 à Berlin.
Il compte 18 sélections (aucun but marqué) entre 1935 et 1939.

### Carrière d'entraîneur
Entraîneur emblématique de l'Universitario de Deportes, il remporte avec ce dernier club quatre championnats du Pérou sur la période 1941-1950 (voir palmarès). Cela fait de lui l'entraîneur le plus titré de l'institution (ex æquo avec Marcos Calderón). 
En outre, il dirige à deux reprises l'équipe du Pérou en 1949 et 1956.

### Décès
Arturo Fernández s'éteint à Lima, le 27 novembre 1999, à l'âge de 93 ans.

## Palmarès

### Palmarès de joueur

#### En club
| Universitario de Deportes - Championnat du Pérou (2) : - Champion : 1934 et 1939. |  | Colo-Colo - Championnat du Chili (1) : - Champion : 1941. |

#### En équipe nationale
Pérou
- Championnat sud-américain (1) :
  - Vainqueur : 1939.
- Jeux bolivariens (1) :
  - Vainqueur : 1938.

### Palmarès d'entraîneur
Universitario de Deportes
- Championnat du Pérou (4) :
  - Champion : 1941, 1945, 1946 et 1949[9].